# 索马里全国联盟
索马里国家联盟 (英語：Somali National Alliance，SNA)是1992年6月在索马里摩加迪沙建立的一个由穆罕默德·法拉赫·艾迪德领导的政治联盟，其成分包括分裂自索马里联合大会艾迪德派别、索马里爱国运动和其他南方派别，是索马里内战的一个派别。在1993年，有2,000-4,000名的索马里国家联盟的武装分子参加了摩加迪沙之战。
1996年，老艾迪德死后，由他的儿子侯赛因·穆罕默德·法拉赫·艾迪德接掌索马里国家联盟，最终演变为2001年建立的索马里和解与重建委员会 (SRRC)的核心。

## 领导人和成员
- 穆罕默德·法拉赫·艾迪德
- 侯赛因·穆罕默德·法拉赫·艾迪德（英语：Hussein_Farrah_Aidid）
- 奥斯曼·阿里·奥托